# Utivarachna fukasawana
Utivarachna fukasawana là một loài nhện trong họ Trachelidae.
Loài này thuộc chi Utivarachna. Utivarachna fukasawana được Kyukichi Kishida miêu tả năm 1940.